# Rivière Patrick (rivière Missisicabi)
Ne doit pas être confondu avec Rivière à Patrick.
Pour les articles homonymes, voir Patrick.
La rivière Patrick est un affluent de la rivière Missisicabi, coulant dans la municipalité de Eeyou Istchee Baie-James, en Jamésie, dans la région administrative du Nord-du-Québec, au Québec, au Canada.
Une route forestière venant du sud remonte vers le nord jusqu'aux rapides Kaupanapiskasich de la rivière Missisicabi, lesquels sont situés au sud du versant de la rivière Patrick ; de là, la route bifurque vers l'est en enjambant la rivière Kitchigama pour aller longer la rive sud-ouest de la rivière Nottaway jusqu'à l'Île Kaminahikuskach.

## Géographie
Les principaux bassins versants voisins de la rivière Patrick sont :
- côté nord : rivière Nottaway, rivière Kitchigama, Baie de Rupert, rivière Broadback ;
- côté est : rivière Kitchigama, rivière Nottaway, rivière Fabulet ;
- côté sud : rivière Missisicabi, rivière Obamsca, rivière Missisicabi Est, rivière Missisicabi Ouest ;
- côté ouest : rivière Missisicabi.

La rivière Patrick tire sa source d'un ruisseau de marais (altitude :
m), situé dans la municipalité de  Eeyou Istchee Baie-James.
La source de la rivière est située au sud-est de confluence de la rivière Patrick  avec la rivière Missisicabi) ;
- 96,0 km au sud-est de l'embouchure de la rivière Missisicabi au sud du cours de la rivière Nottaway et à l'est de la frontière de l'Ontario.

 
À partir de sa source, la rivière Patrick coule sur environ 50 km en traversant plusieurs zones de marais, selon les segments suivants :
- vers le nord-ouest, jusqu'à un ruisseau venant du sud-est ;
- vers l'ouest jusqu'à un ruisseau (venant du Sud) ;
- vers le nord, jusqu'à une courbe de rivière, correspond à un ruisseau venant de l'est ;
- vers le nord-ouest, jusqu'à la décharge d'une Fondrière à filaments venant du Nord ;
- vers le nord-ouest, puis le sud-ouest, en zones de marais, jusqu'à un ruisseau venant du l'est ;
- vers l'ouest, jusqu'à son embouchure[2].

 
La rivière Patrick se déverse sur la rive est de la rivière Missisicabi au sud-est de l'embouchure de la rivière Missisicabi dans la Baie James) au sud-est de l'embouchure de la rivière Nottaway.
 

## Toponymie
Le terme « Patrick » est un prénom et un patronyme de famille.
 
Le toponyme « rivière Patrick » a été officialisé le 5 décembre 1968 à la Commission de toponymie du Québec, soit lors de sa fondation.